# 米利亚里诺
米利亚里诺（義大利語：Migliarino），是意大利费拉拉省的一个市镇。总面积35平方公里，人口3713人，人口密度106.1人/平方公里（2009年）。ISTAT代码为038015。